# 시드 킹
어니스트 시드니 "시드" 킹(Ernest Sydney "Syd" King, 1873년 ~ 1933년)은 잉글랜드의 축구 선수이자 감독이다. 축구 선수 생활을 은퇴하고 웨스트 햄 유나이티드에 30년 넘게 감독 생활을 했으며, 웨스트 햄 역사 초기에 가장 중요한 인물 중 하나다. 1923년 잉글랜드 FA컵 결승전에서 볼턴 원더러스를 맞아 0:2로 패했지만, 2부리그에 있던 팀을 FA컵 준우승까지 차지하게해 언론의 찬사를 받았다. 그러나 구단과의 불화로 1933년에 팀을 떠났으며, 그 뒤로 불안 증세를 보였고 한 달도 안 돼서 음독 자살했다.